# لیدل

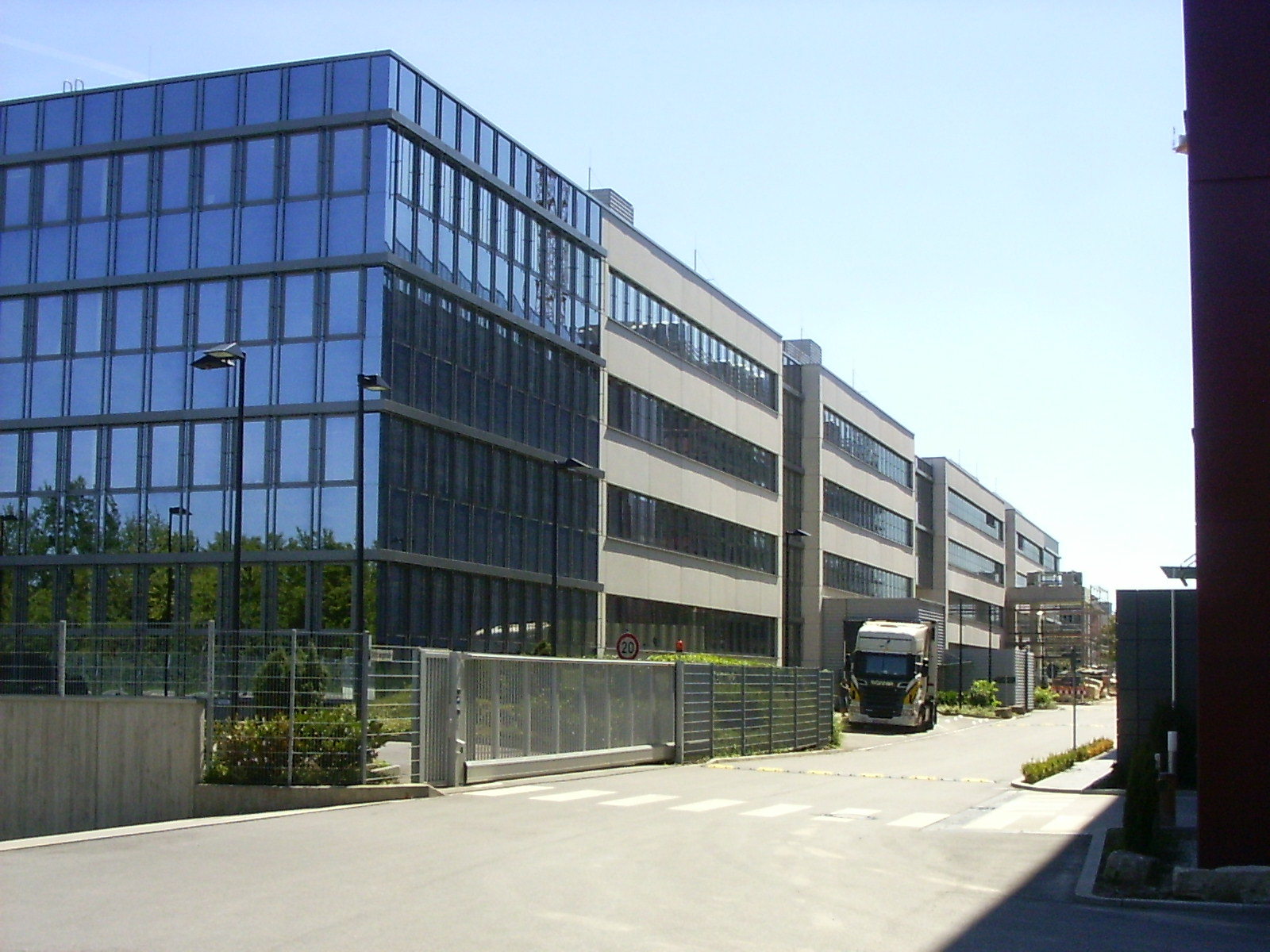
ساختمان مرکزی شرکت لیدل

لیدل (به آلمانی: lidl) شرکت خرده‌فروشی و فروشگاه‌های زنجیره‌ای آلمانی است، که دفتر مرکزی آن در شهر نکازاولم، بادن-وورتمبرگ قرار دارد و مالک شبکه‌ای از ۱۱ هزار شعبه در ۲۰ کشور جهان می‌باشد.

## تاریخچه

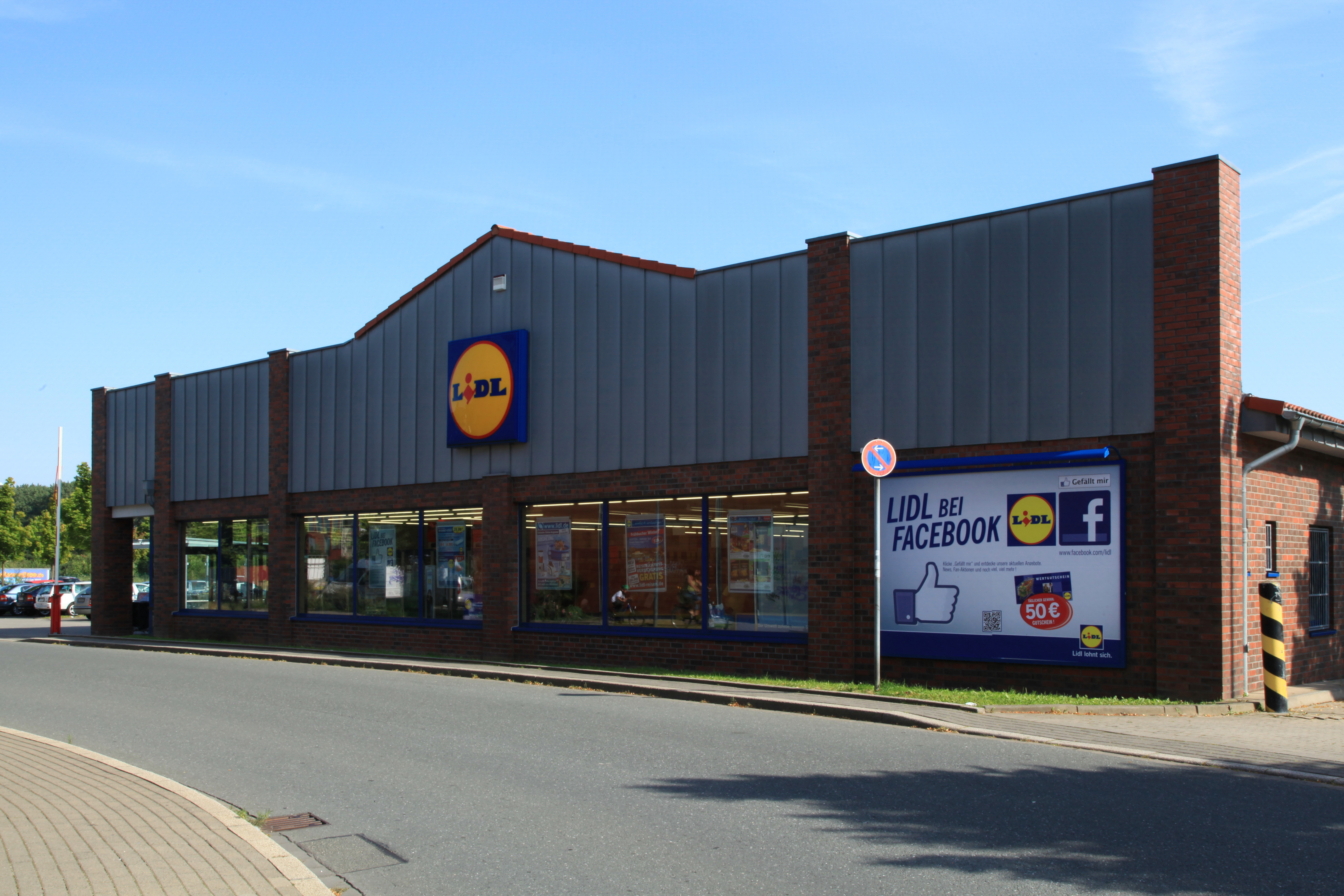
شعبه‌ای از لیدل، در شهر بوخوم

شرکت لیدل در سال ۱۹۳۰ توسط یکی از اعضای خانوادهٔ شوارتز پایه‌گذاری شد. یوزف شوارتز، (به آلمانی: Joseph Schwartz) لیدل را، کم‌کم از یک عمده‌فروشی میوه، تبدیل به فروشگاه مواد غذایی کرد.
پس از به کار افتادن لیدل، پسر یوزف شوارتز، دیتر شوارتز (به آلمانی: Dieter Schwartz) در سال ۱۹۷۳ اولین سوپرمارکت تخفیفی خود را، در لودویگس هافن در خیابان مونده‌هایمر تأسیس نمود. در حال حاضر، کلاوس گریگ، هدایت مؤسسه لیدل را، به عهده دارد.

## کارکنان
شمار کارکنان شرکت لیدل بیش از ۱۵۰٫۰۰۰ نفر است، که در سراسر جهان، فعالیت می‌کنند و در حدود ۵۰٫۰۰۰ نفر از آنها، در کشور آلمان مستقر می‌باشند.
| کشور          | تعداد فروشگاه‌ها |
| ------------- | --------------- |
| اتریش         | ۱۹۷             |
| بلژیک         | ۳۰۰             |
| کرواسی        | ۸۰              |
| جمهوری چک     | ۲۲۰             |
| قبرس          | ۱۳              |
| دانمارک       | ۹۰              |
| فنلاند        | ۱۳۷             |
| فرانسه        | ۱٫۵۰۰           |
| آلمان         | ۳٫۳۰۰           |
| یونان         | ۲۰۷             |
| مجارستان      | ۱۵۶             |
| جمهوری ایرلند | ۱۶۰             |
| ایتالیا       | ۵۵۰             |
| لوکزامبورگ    | ۶               |
| مالت          | ۵               |
| هلند          | ۳۴۰             |
| نروژ          | ۵۰              |
| لهستان        | ۵۲۵             |
| پرتغال        | ۲۱۰             |
| رومانی        | ۱۵۵             |
| اسلواکی       | ۱۳۰             |
| اسلوونی       | ۳۶              |
| اسپانیا       | ۵۰۰             |
| سوئد          | ۱۵۱             |
| سوئیس         | ۸۶              |
| بریتانیا      | ۵۸۰             |

## نگارخانه

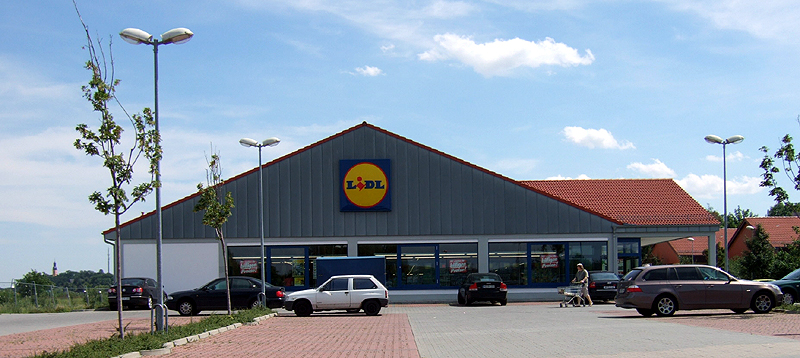
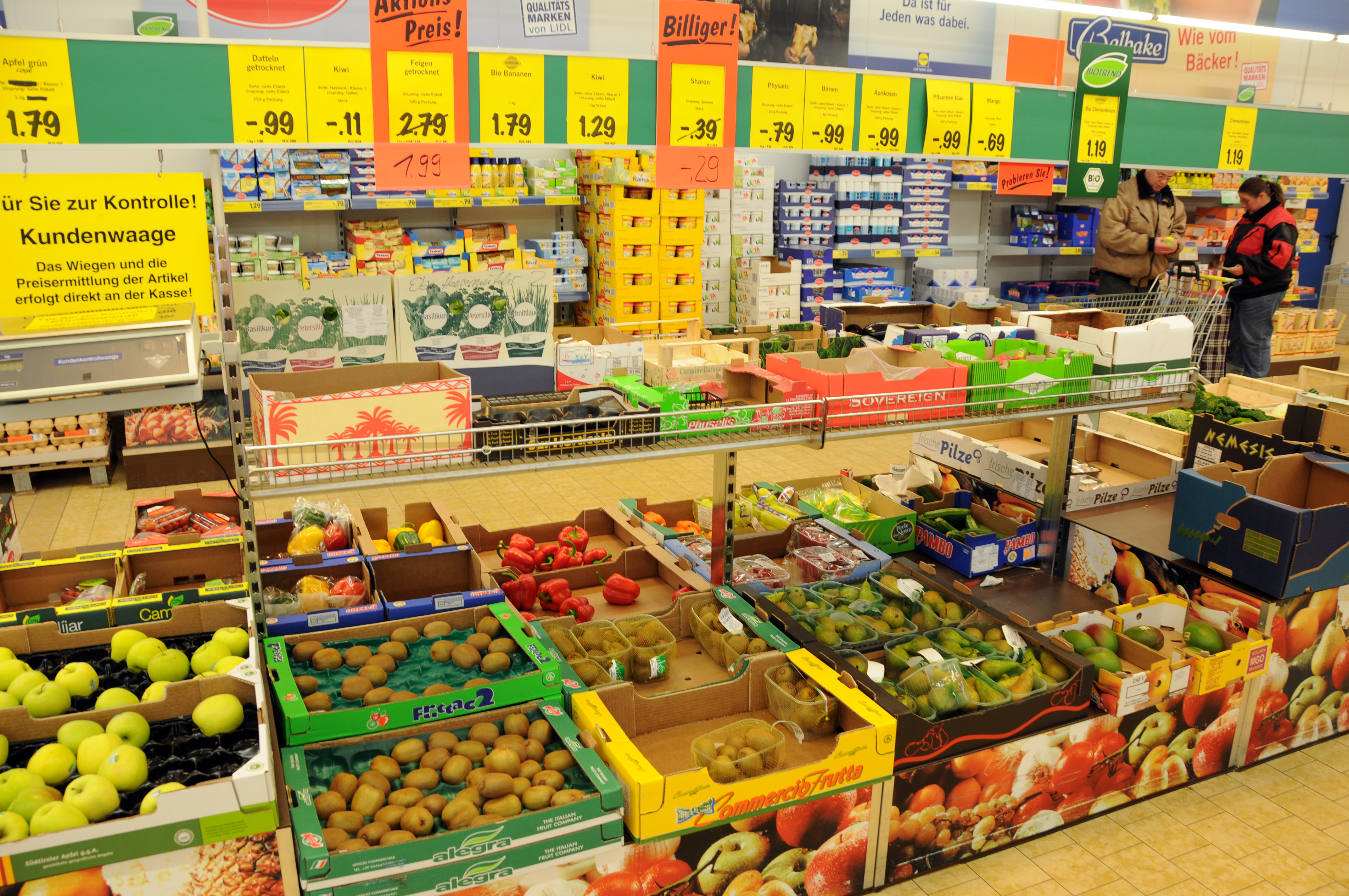
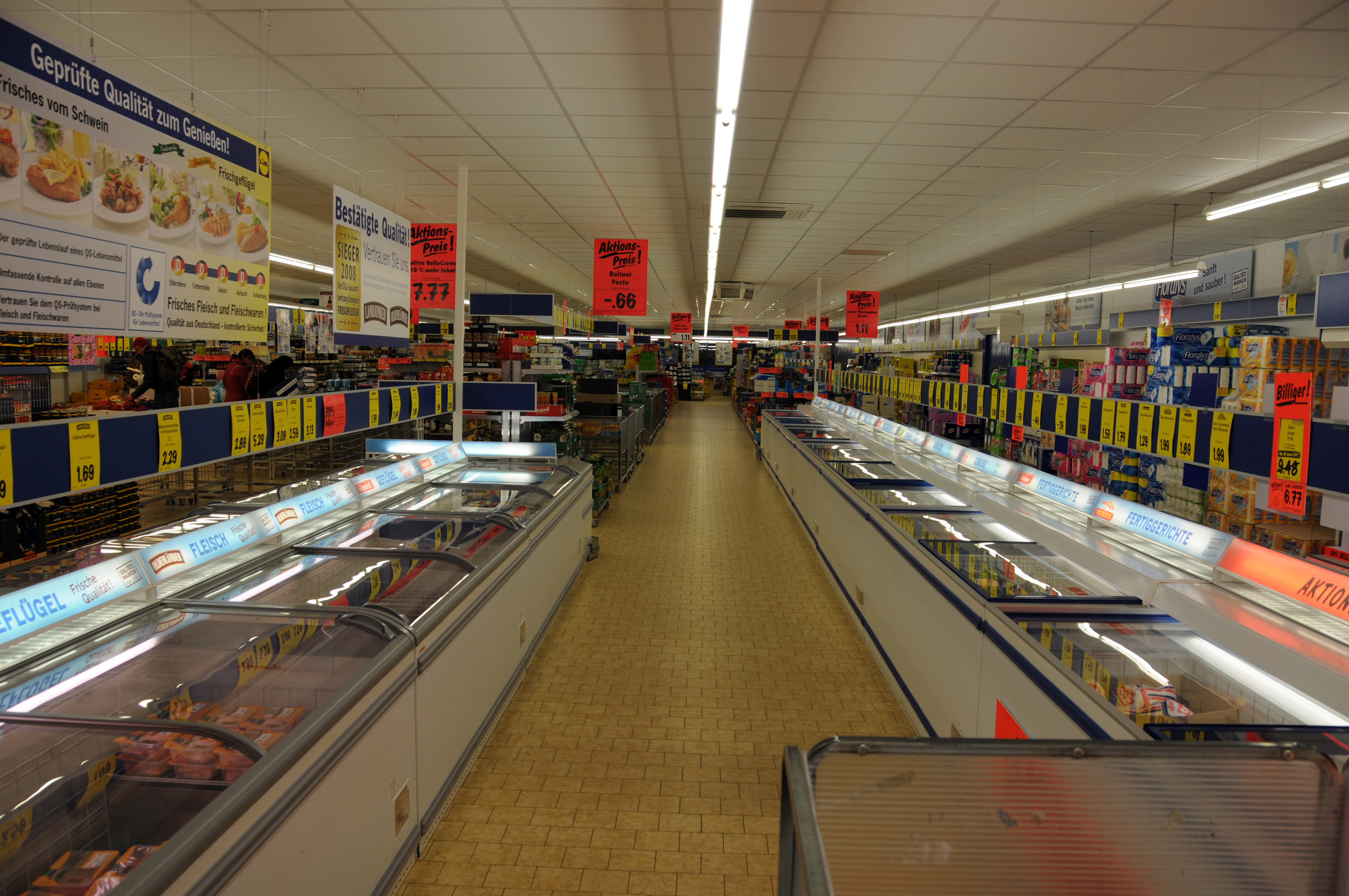
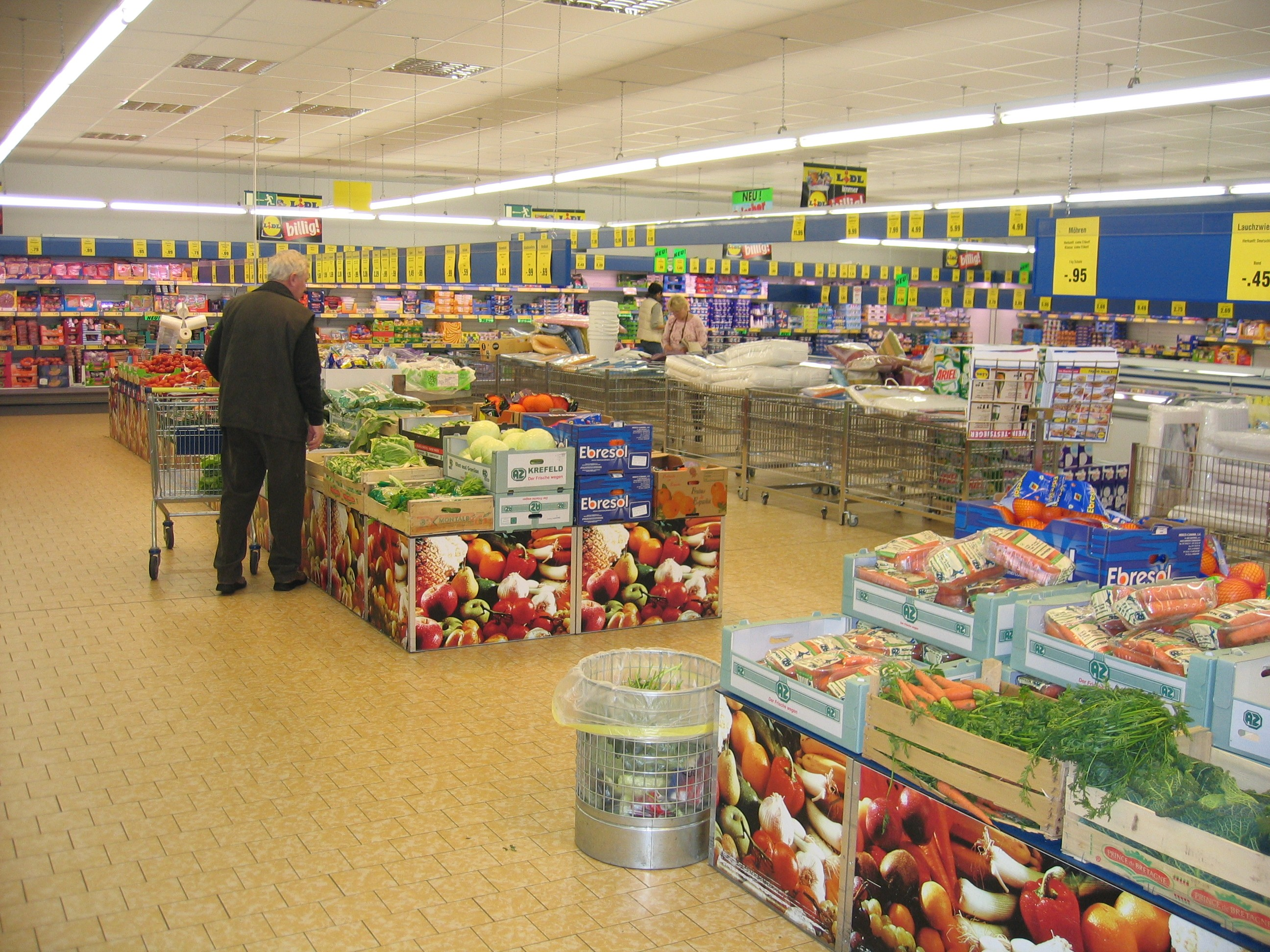
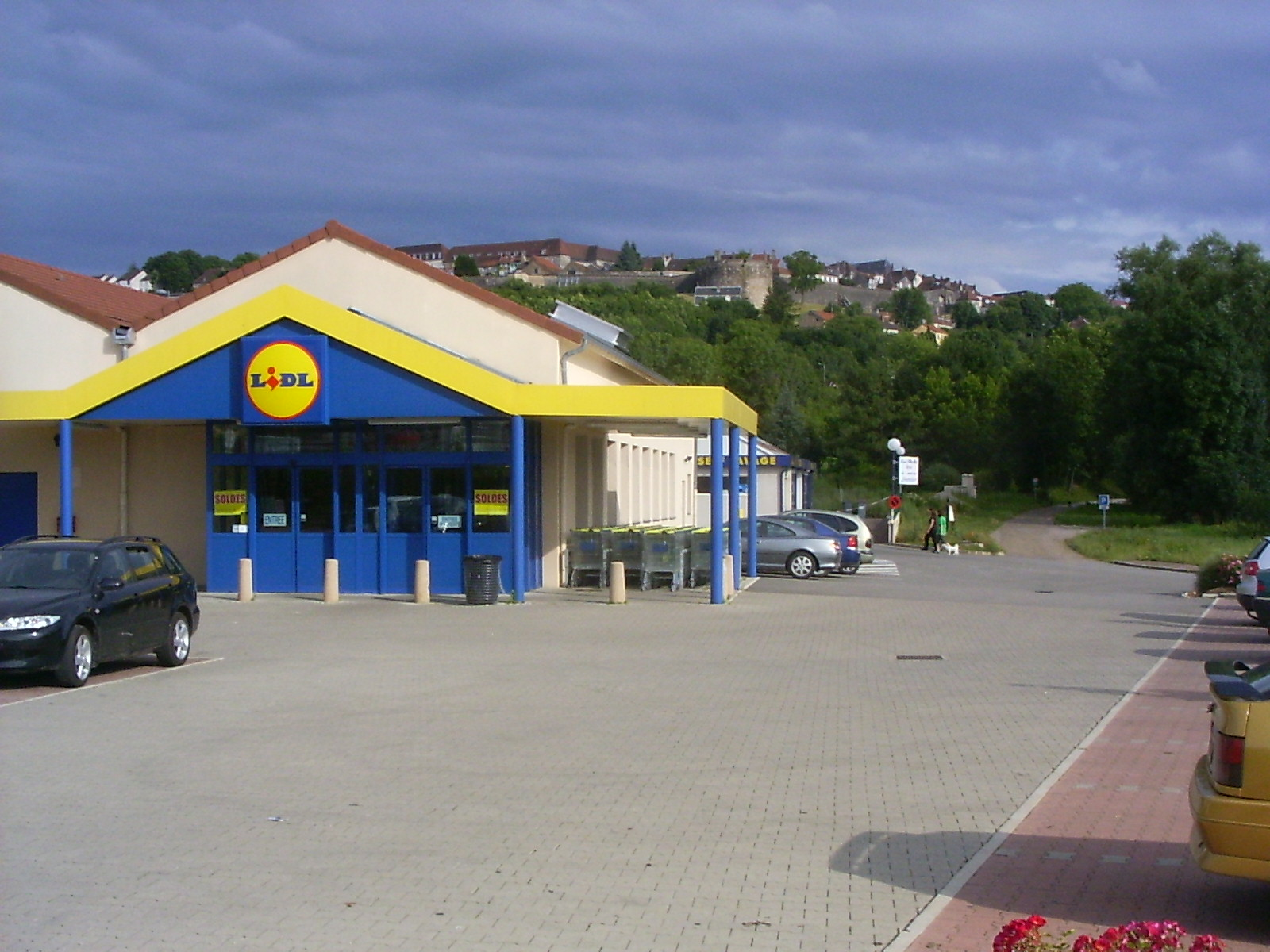
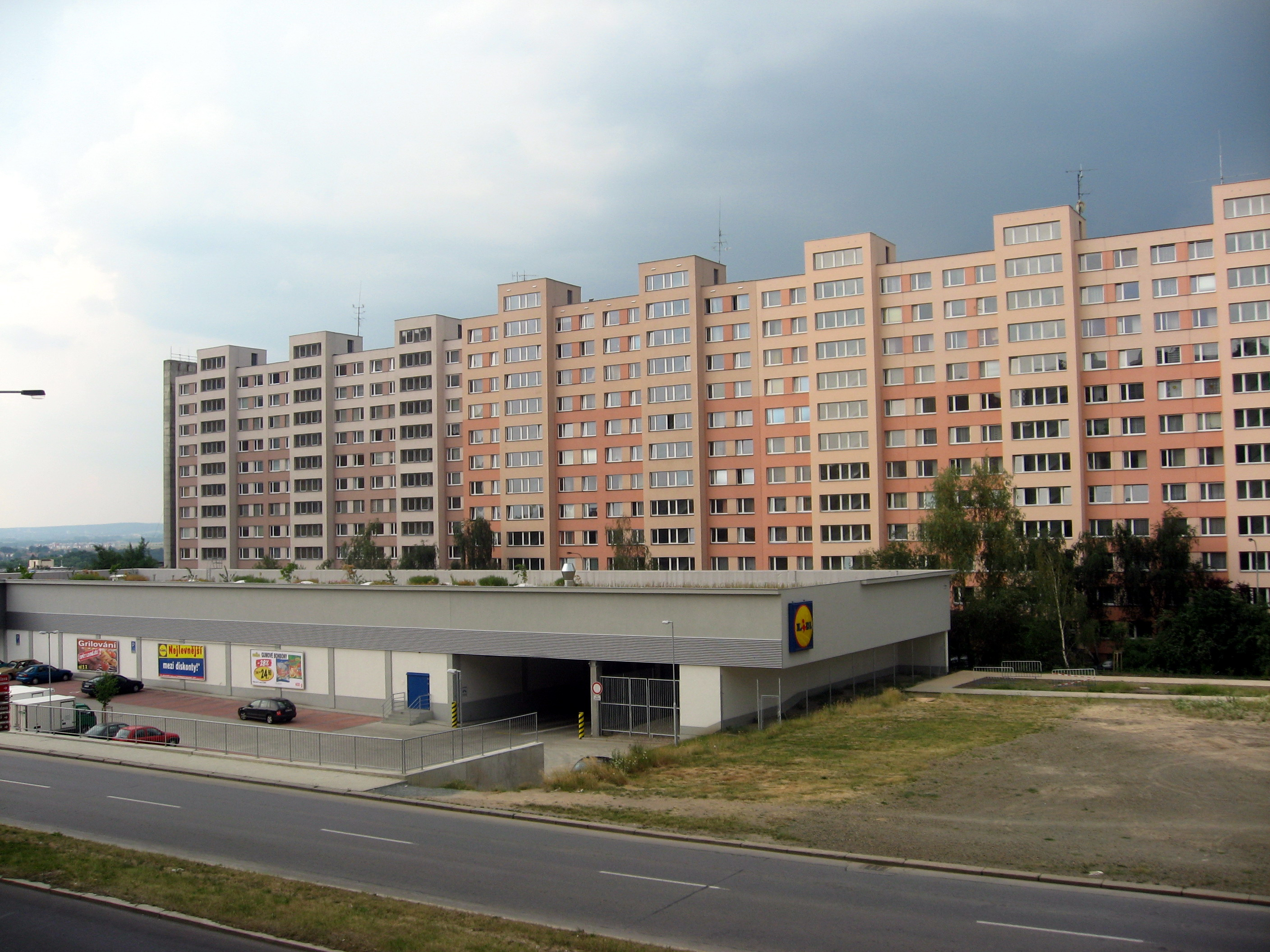
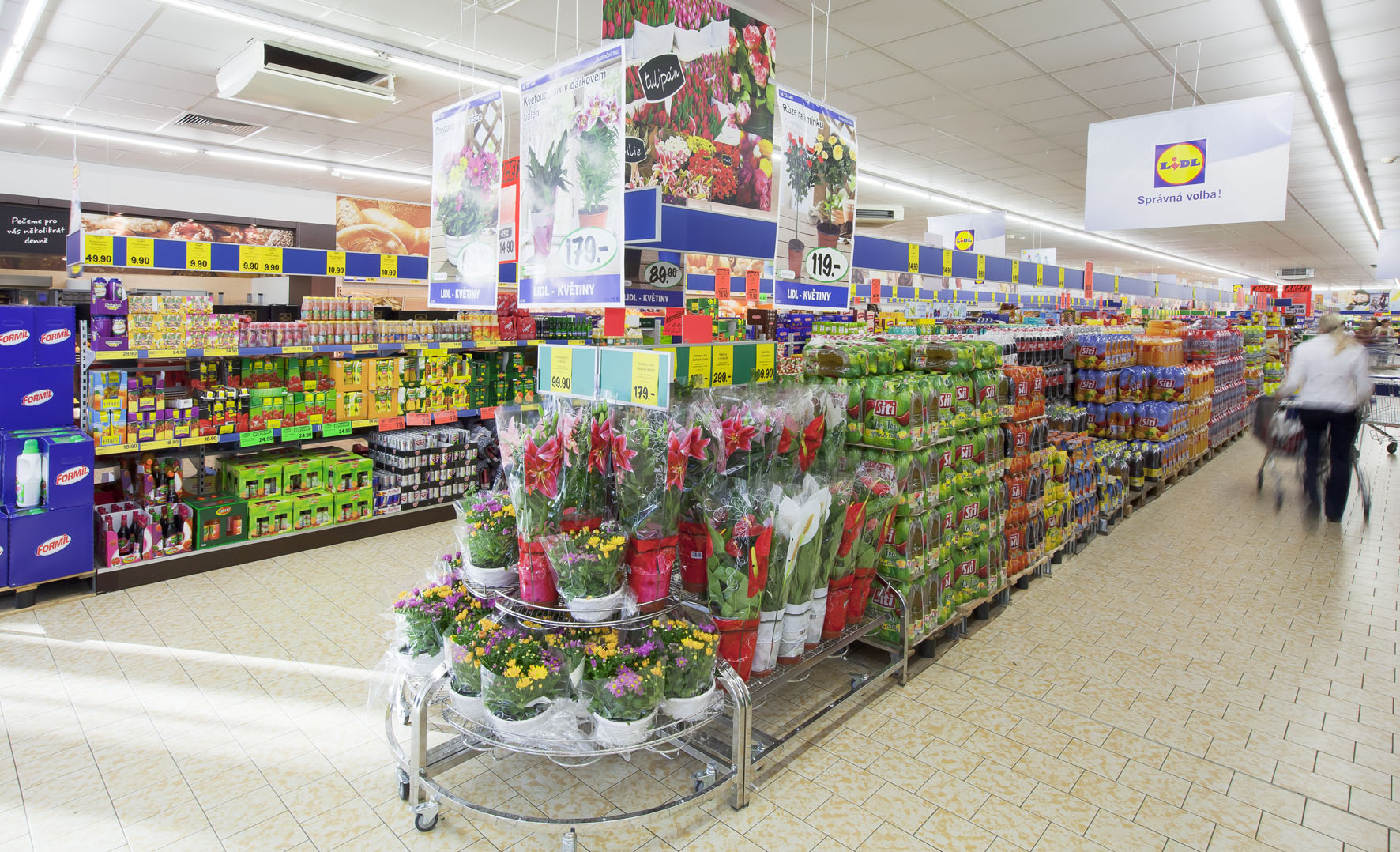
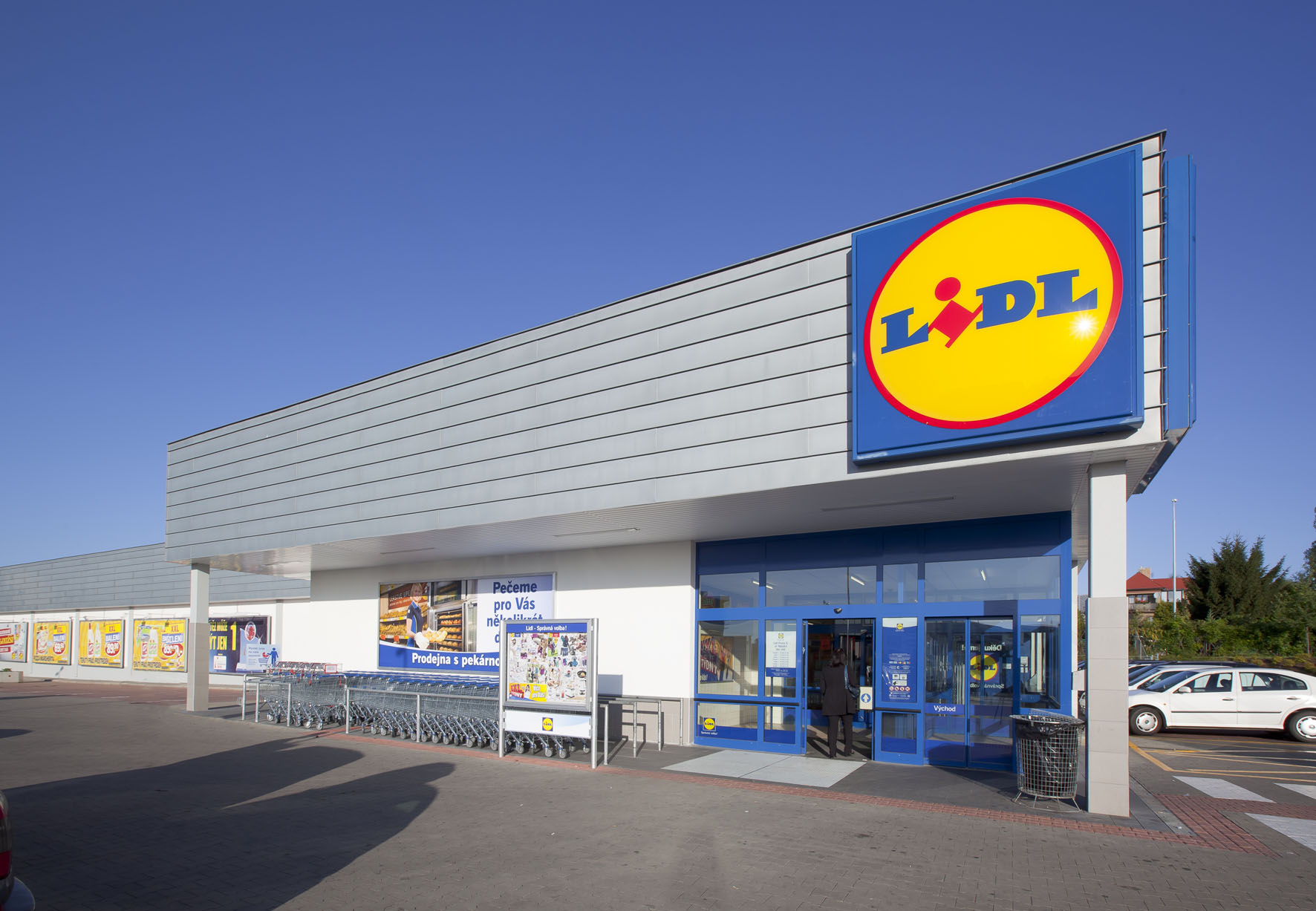
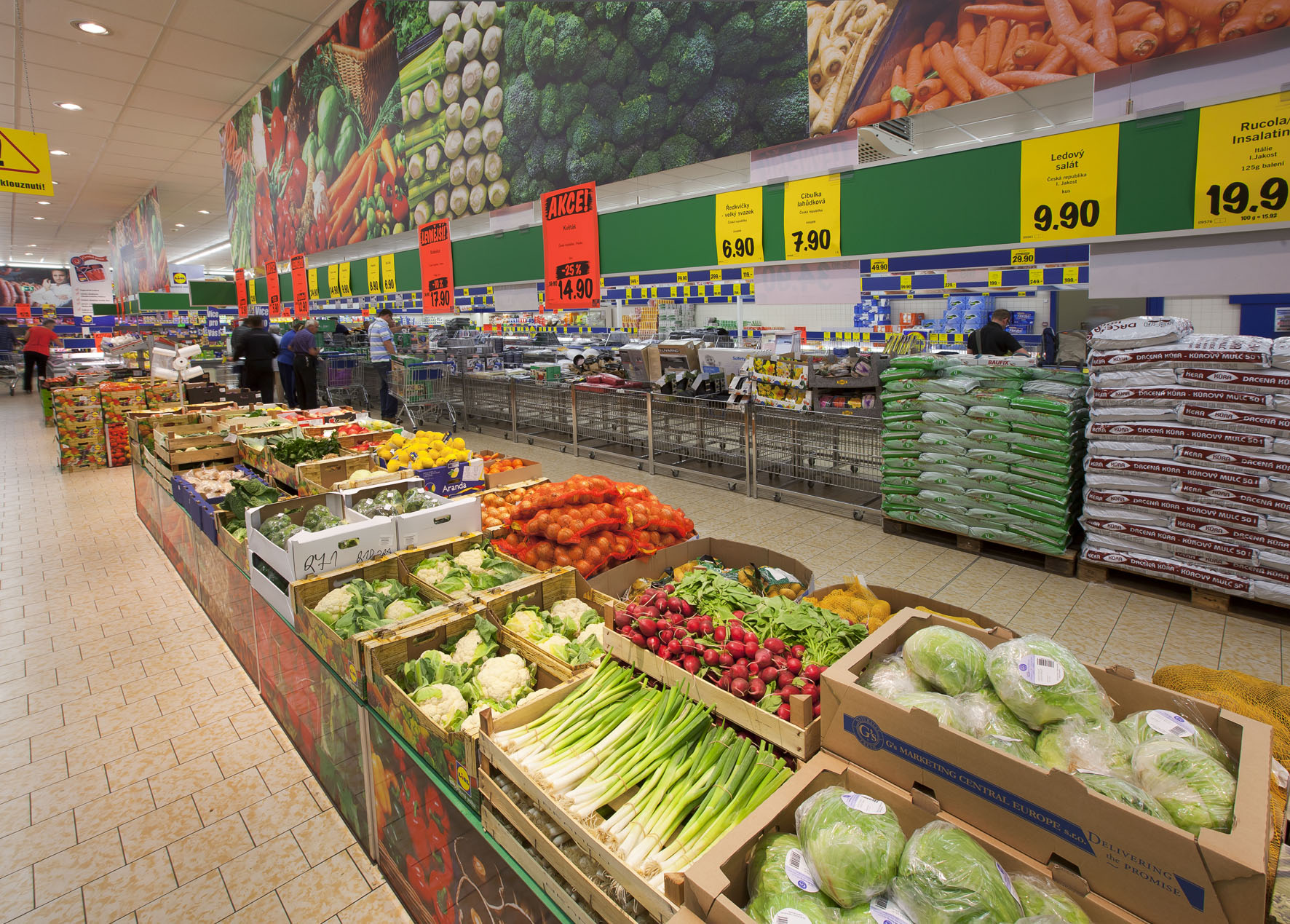
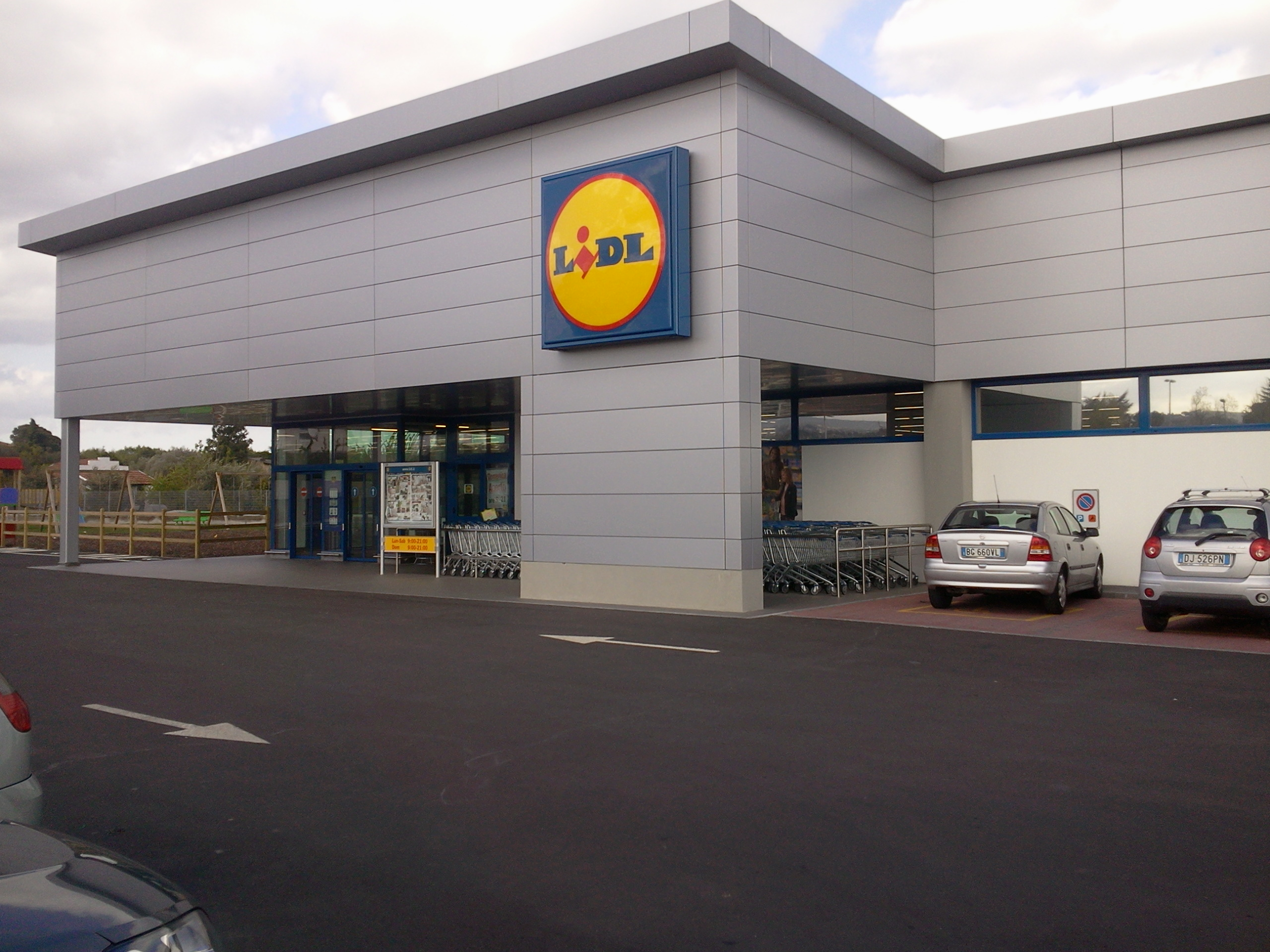
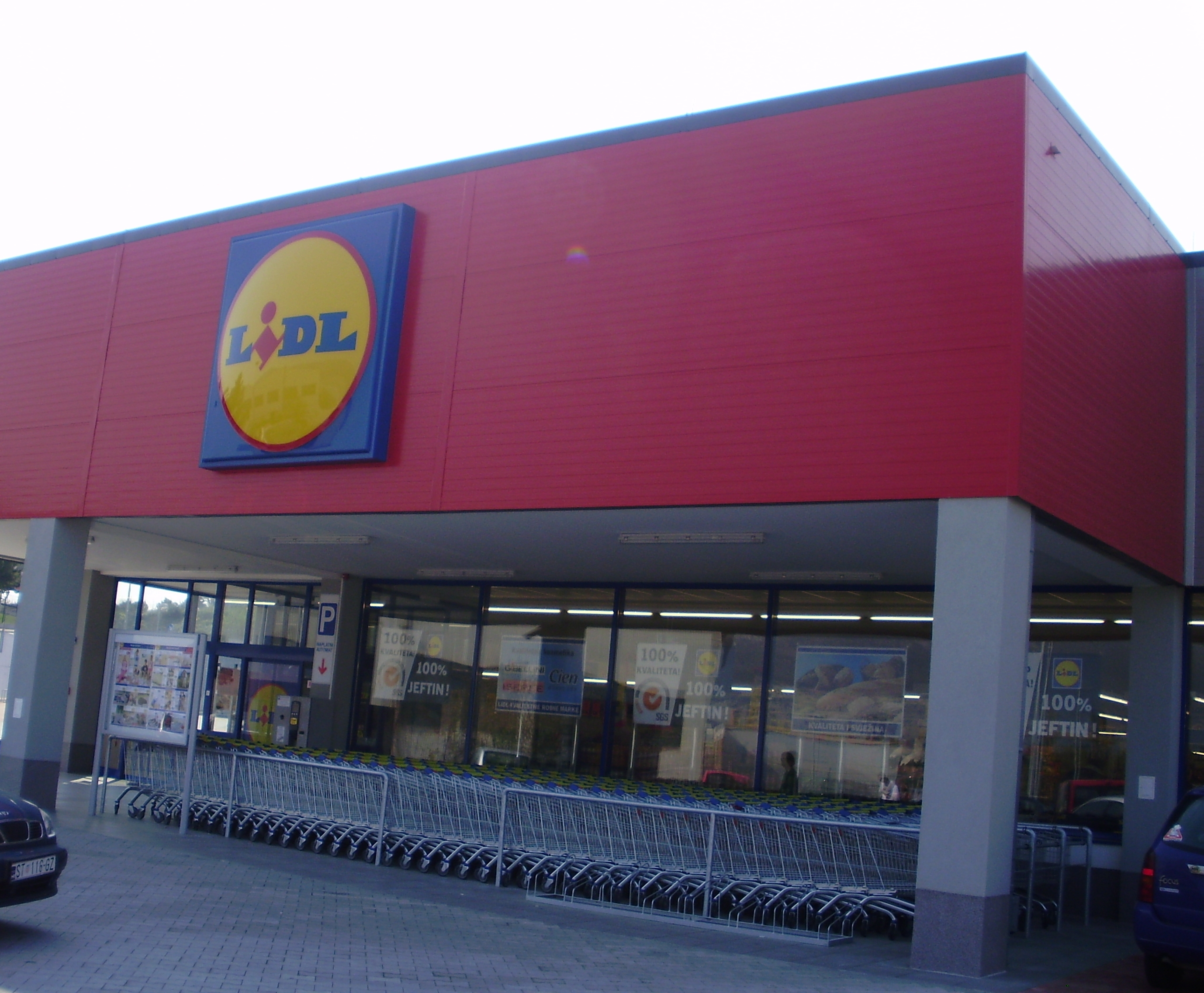
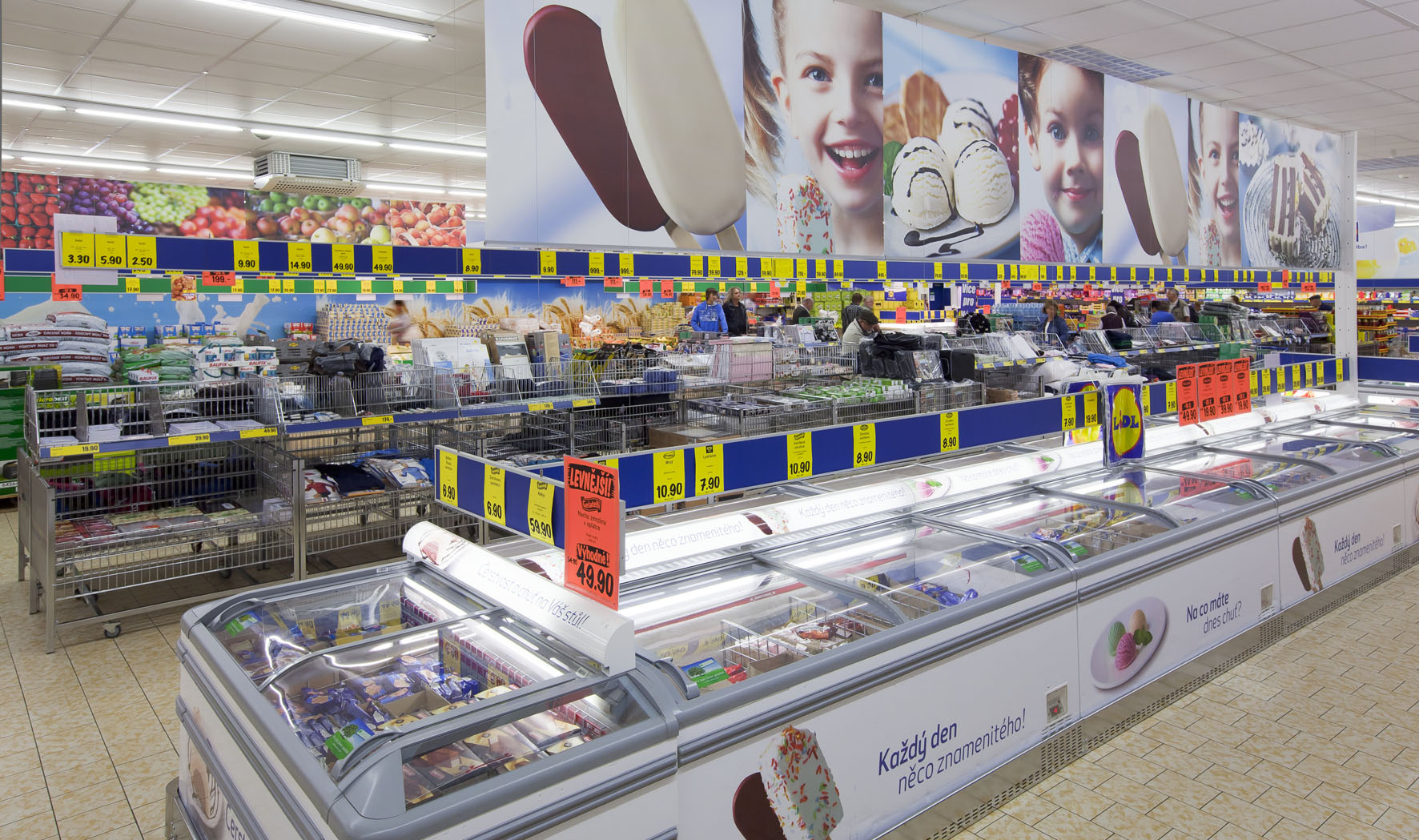
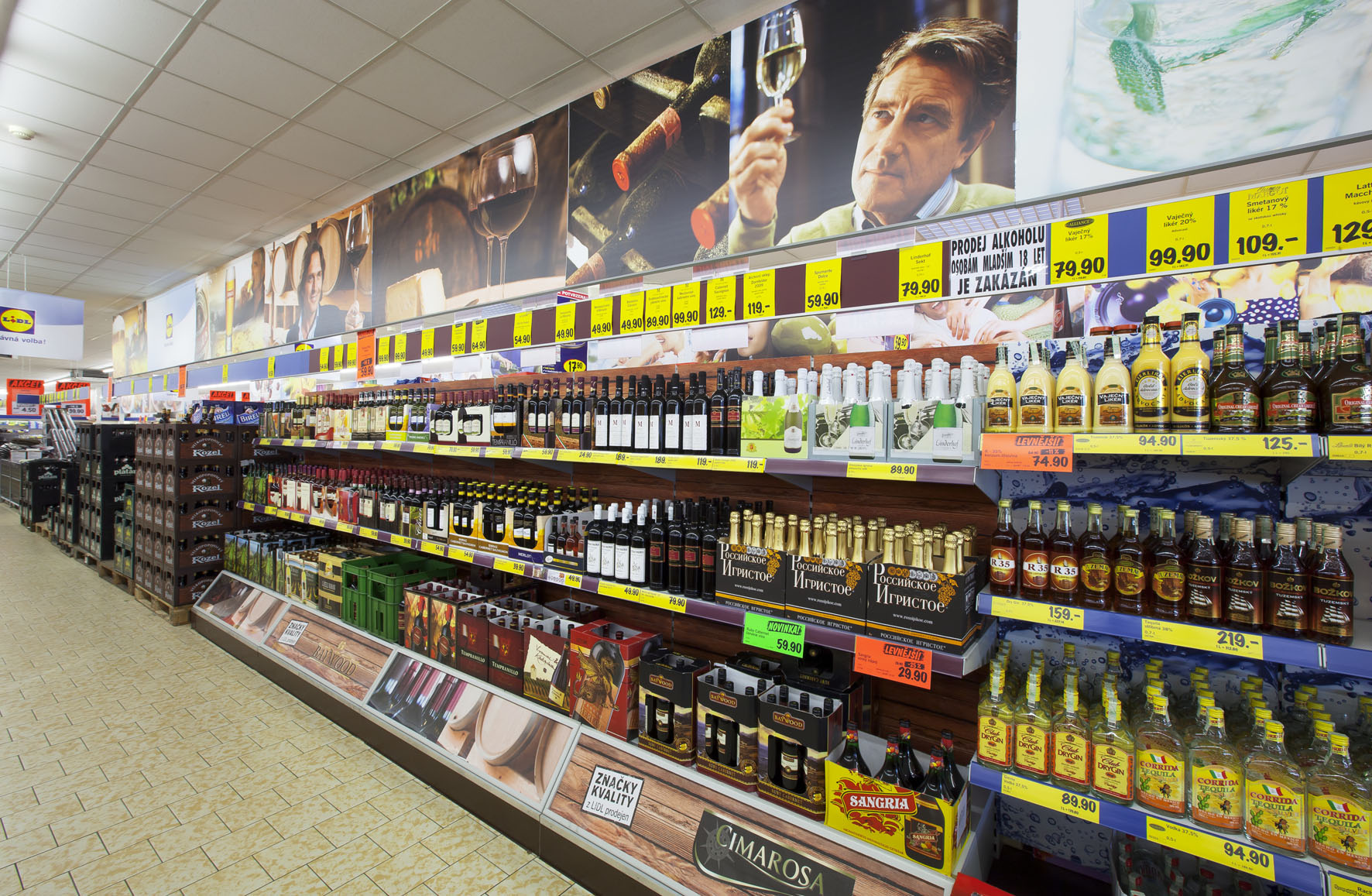